# Rio Dulce
Rio Dulce er en flod i Guatemala, kendt for sin naturskønhed. Den udmunder i det Caribiske Hav ved byen Livingston.
15°44′51″N 88°52′20″V / 15.7475°N 88.8722°V